# Municipio de Fork (Míchigan)
El municipio de Fork (en inglés: Fork Township) es un municipio ubicado en el condado de Mecosta en el estado estadounidense de Míchigan. En el año 2010 tenía una población de 1604 habitantes y una densidad poblacional de 17,59 personas por km².

## Geografía
El municipio de Fork se encuentra ubicado en las coordenadas 43°46′1″N 85°8′45″O / 43.76694, -85.14583. Según la Oficina del Censo de los Estados Unidos, el municipio tiene una superficie total de 91.17 km², de la cual 90,08 km² corresponden a tierra firme y (1,2 %) 1,09 km² es agua.

## Demografía
Según el censo de 2010, había 1604 personas residiendo en el municipio de Fork. La densidad de población era de 17,59 hab./km². De los 1604 habitantes, el municipio de Fork estaba compuesto por el 95,7 % blancos, el 1,31 % eran afroamericanos, el 0,87 % eran amerindios, el 0,19 % eran asiáticos, el 0,12 % eran de otras razas y el 1,81 % eran de una mezcla de razas. Del total de la población el 1,37 % eran hispanos o latinos de cualquier raza.